# Forêts claires xériques d'altitude de l'Est du Sahara
Localisation
Les forêts claires xériques d'altitude de l'Est du Sahara  sont une écorégion terrestre morcelée définie par le WWF, appartenant au biome des déserts et brousses xériques de l'écozone afrotropicale, dans les zones montagneuses du Sahara oriental. Elle couvre une partie du Tchad et du Soudan.

## Géologie et climat
Dans la classification du WWF, le plateau de l'Ennedi et les hautes terres du Ouaddaï au Tchad, avec le petit massif du Djebel Marra au Soudan, constituent une écorégion discontinue. Ces massifs abrupts formés de grès ou de roche volcanique, coupés par des gorges ou des lacs de cratère, se dressent au-dessus des vastes étendues arides du désert. Les extraordinaires paysages rocheux de l'Ennedi lui ont valu d'être classé au patrimoine mondial de l'UNESCO en 2016. Le Djebel Marra, d'origine volcanique, culmine à plus de 3 000 m ; son cratère effondré est occupé par deux lacs.
Les précipitations, supérieures à celles des pénéplaines environnantes, constituent une exception dans le climat du Sahara et entretiennent une vie végétale et animale relativement abondante, rappelant les conditions qui régnaient il y a 10 000 ans pendant l'optimum climatique de l'Holocène. Les températures moyennes oscillent entre 20°C et 30°C à Iriba (Tchad), à 1 000 m d'altitude, avec 226 mm de précipitations mais les pluies atteignent 1 000 mm par an au sommet du Djebel Marra. La saison des pluies se situe entre avril et septembre. Par contraste, le bourg de Fada, en bordure de l'Ennedi, avait une pluviosité moyenne de 71,7 mm entre 1935 et 1949 ; il se situe à la limite extrême de la mousson tropicale d'été avec de fortes variations interannuelles.

## Flore

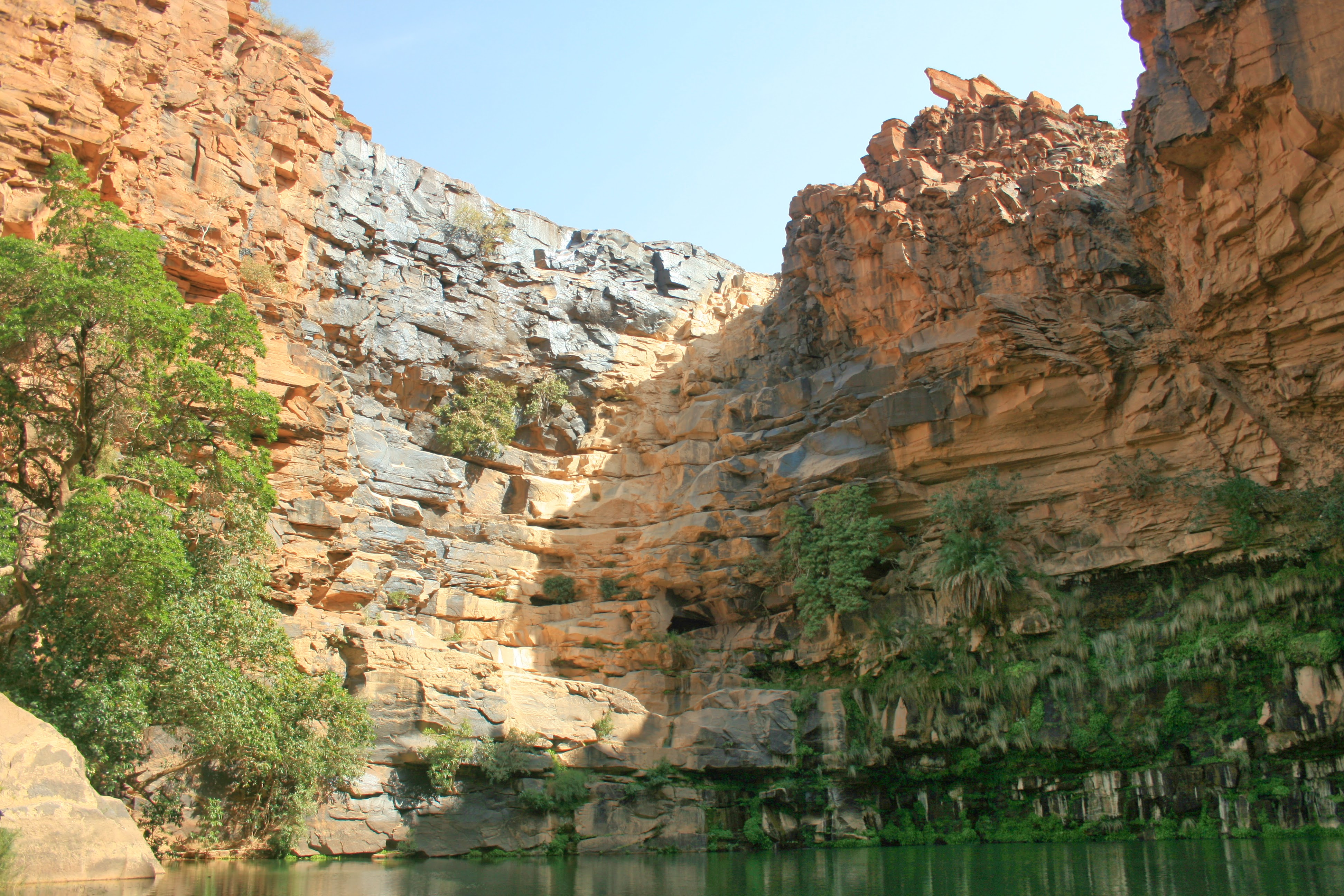
Guelta Maya dans l'Ennedi en 2015.

Forêt du Djebel Marra en 2019.

Comme d'autres massifs montagneux sahariens, Hoggar, Tassili n'Ajjer, Tibesti, etc., l'Ennedi et le Djebel Marra abritent un petit nombre d'espèces endémiques, soit à plusieurs de ces massifs, soit à un seul d'entre eux. Ainsi, Solenostemma oleifolium (en) se rencontre depuis le Hoggar jusqu'à l'Arabie occidentale en passant par l'Ennedi. La flore comprend surtout des espèces typiques du Sahel : Ammannia gracilis, Chrozophora brocchiana (une phorbe), Festuca abyssinica (une graminée), Farsetia stenoptera (en), Indigofera senegalensis, Tephrosia gracilipes, plusieurs espèces de panics. Des forêts-galeries de Trema orientalis et de bouleaux d'Afrique subsistent au fond de canyons inaccessibles ; Senegalia mellifera, un arbuste épineux, pousse sur les pentes rocheuses. La bruyère Erica sylvatica est particulière au Djebel Marra qui abrite aussi le seul peuplement subsistant d'oliviers de Laperrine, population relique de l'olivier méditerranéen.
Le Djebel Marra a une petite population agricole cultivant des palmeraies.
Dans le massif de l'Ouaddaï, les précipitations élevées permettent une végétation de savane arborée ou boisée comprenant les bouleaux d'Afrique, combrétacées, Tamarindus indica, Senegalia mellifera, S. Laeta, S. Senegal, Balanites aegyptiaca, Dalbergia melanoxylon. Le versant ouest, constitué de regs au sol lessivé, n'a qu'une végétation très pauvre qui se réduit encore sur le versant nord tandis que le versant sud abrite quelques îlots de végétation soudano-sahélienne à Andropogonées.

## Faune

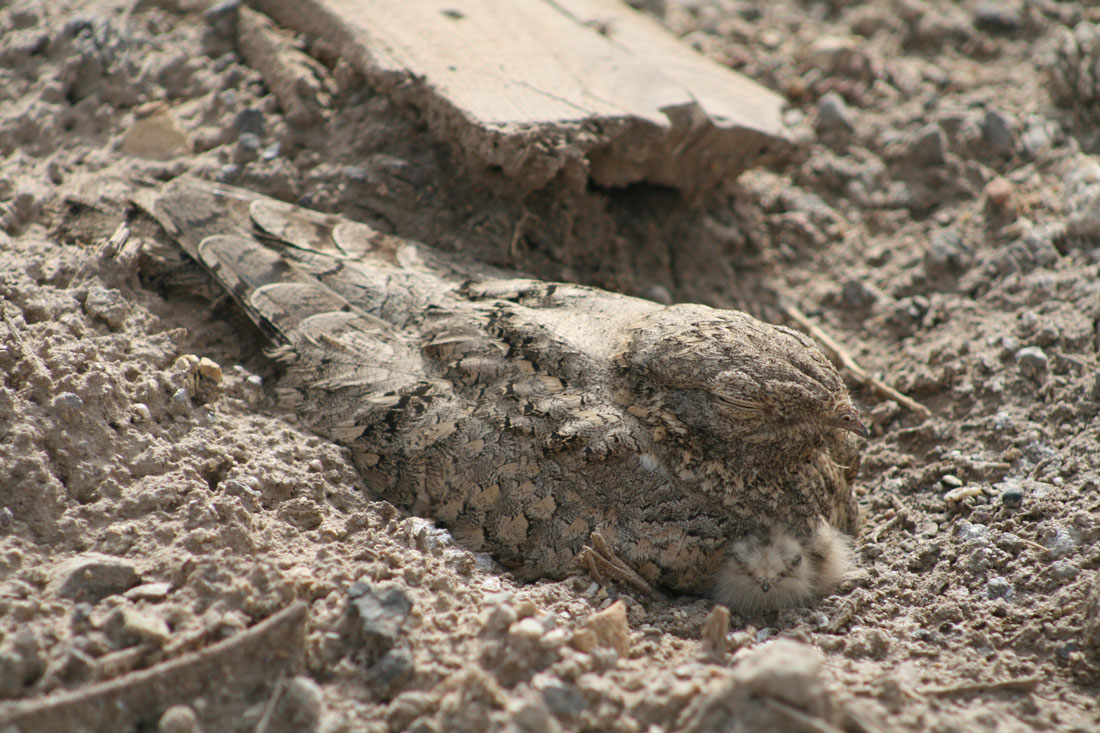
Engoulevent du désert avec ses petits, lieu inconnu, 2008.

Les mammifères sont représentés par la gazelle dorcas, l'addax, le renard de Rüppell, le daman, le chat sauvage d'Afrique, le caracal, le chacal doré. Le Djebel Marra abrite trois espèces strictement endémiques de muridés : la gerbille de Burton, la gerbille de Lowe et le Grammomys aridulus.
Les sources et les oasis fournissent de l'eau fraîche à plusieurs espèces d'oiseaux, en séjour permanent ou migrateurs : le barbican perlé, le ganga couronné, le ganga de Lichtenstein, l'engoulevent du désert, l'ammomane élégante, l'outarde nubienne, l'outarde arabe, le choucador à ventre roux. Parmi les espèces menacées, on rencontre le vautour oricou et le vautour percnoptère.
Dans la guelta d'Archei, dans l'Ennedi, subsiste une population totalement isolée de crocodiles du désert, estimée à une dizaine d'individus.
L'existence de rares plans d'eau permanents a permis la persistance de populations reliques depuis une époque où ils étaient reliés par des bassins fluviaux traversant le Sahara. Une dizaine d'espèces aquatiques sont communes au Tibesti et à l'Ennedi dont Barbus macrops (en), deux espèces du genre Labeo, deux Cichlidae et le Poisson-chat africain.